# Ford Torino (1972–1976)
Der Ford Torino der Modelljahre 1972 bis 1976 ist ein in der oberen Mittelklasse positioniertes Fahrzeug des amerikanischen Automobilherstellers Ford, das als Limousine, Coupé und Kombi angeboten wurde. Die besser ausgestatteten Modelle der Baureihe trugen die Bezeichnung Gran Torino bzw. Gran Torino Brougham. Es waren große, schwere Autos, die rückwirkend zu den unökonomischsten Serienfahrzeugen der 1970er-Jahre gezählt werden. Die Autos erhielten weltweite Bekanntheit durch die amerikanische Fernsehserie Starsky & Hutch, in der ein rot-weiß lackiertes Gran Torino Coupé eingesetzt wurde, sowie durch den Kinofilm Gran Torino. Sein Schwestermodell bei der Marke Mercury war der Mercury Montego.

## Hintergrund
Ford nutzte den Namen Torino – die italienische Bezeichnung der Stadt Turin – zum ersten Mal im Modelljahr 1968 für eine hochwertig ausgestattete Variante seines Mittelklassefahrzeugs Fairlane; die Fahrzeuge hießen in dieser Zeit Fairlane Torino.
Zum Modelljahr 1970 wurde der Torino zu einer eigenständigen Baureihe der Mittelklasse; die seit zehn Jahren verwendete Bezeichnung Fairlane entfiel. Der Torino der Modelljahre 1970 und 1971 war ein großer Familienwagen, für den Sechs- und Achtzylindermotoren mit Hubräumen von 4,1 bis 7,2 Litern verfügbar waren. Eine besonders sportliche, als Torino Cobra bezeichnete Fließheckversion war mit einem 375 SAE-PS starken Motor ausgestattet; sie wurde auch bei Autorennen eingesetzt. Bis 1971 hatte die Torino-Reihe eine selbsttragende Karosserie, vorn mit einem Hilfsrahmen. Die Vorderräder waren an Querlenkern mit Schraubenfedern aufgehängt, hinten wurde eine Starrachse an Blattfedern verwendet.
Für das Modelljahr 1972 entwickelte Ford einen vollständig neuen Torino, der mit den bisherigen Fahrzeugen gleichen Namens abgesehen von identischen Motoren keine Gemeinsamkeiten hatte.

## Technik

### Fahrwerk
Der Ford Torino der Modelljahre 1972 bis 1976 beruhte – anders als seine Vorgänger – auf einem Kastenrahmen, auf den eine Karosserie aus Stahlblech aufgesetzt war. Ford begründete die Abkehr von der selbsttragenden Konstruktion mit der Absicht, die Fahrgeräusche und Erschütterungen auf ein Minimum zu reduzieren; das sei am besten mit einem separaten Fahrgestell zu erreichen. Kritiker wiesen dagegen darauf hin, dass ein Fahrzeug mit separatem Fahrgestell vor allem kostengünstiger zu konstruieren und einfacher zu modifizieren sei. Der Rahmen wurde 1977 vom Nachfolger des Torino, dem Ford LTD II, unverändert übernommen.

### Karosserie

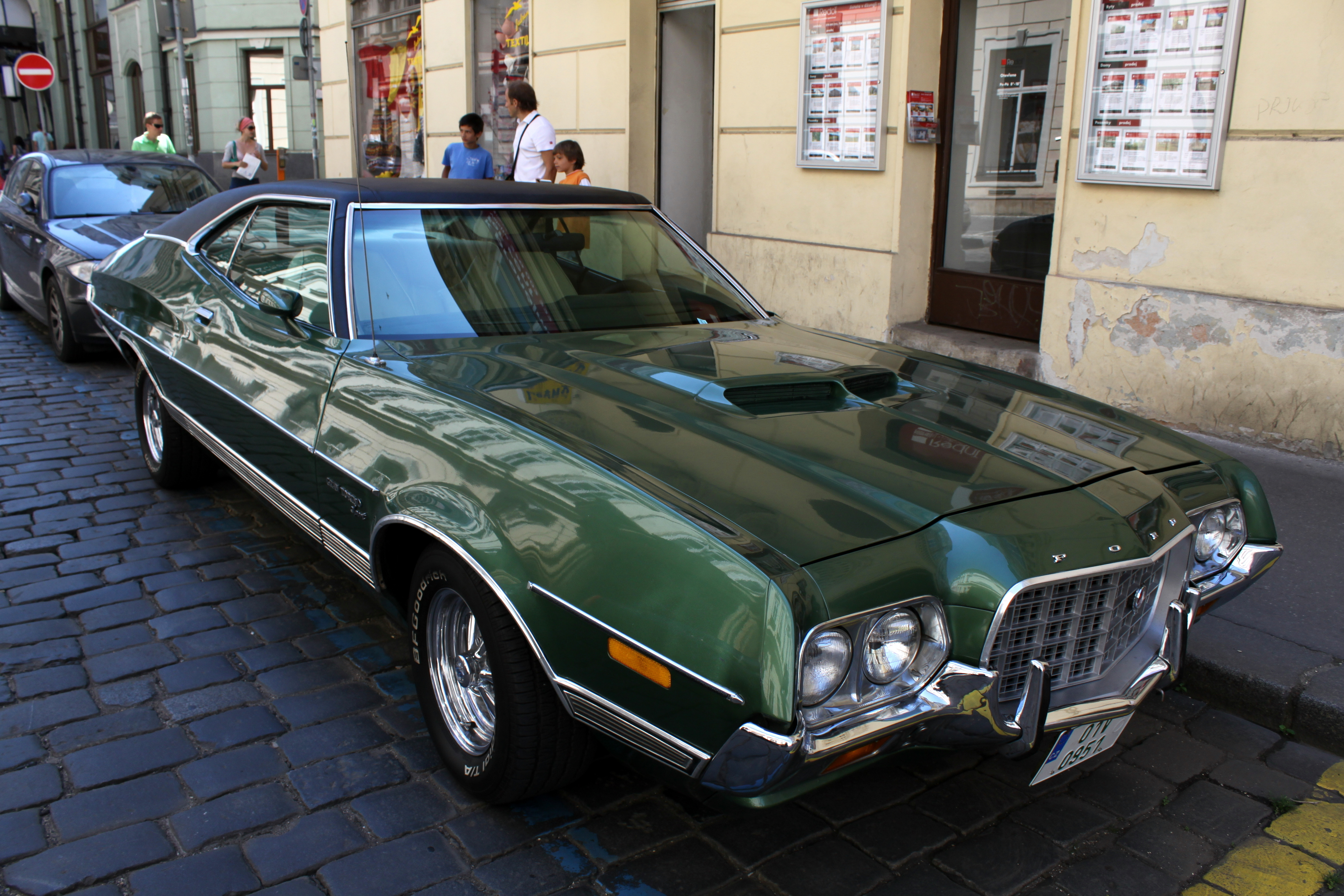
Gran Torino Coupé mit Fließheck und Knudsen-Grill (1972)

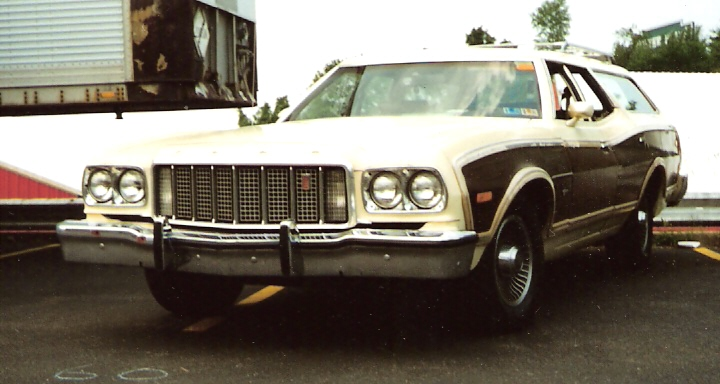
Kombiversion: Gran Torino Squire

Der Torino war als viertürige Limousine, als fünftüriger Kombi, als zweitüriges Coupé sowie als Pick-Up (Ranchero) lieferbar. Der Radstand der Limousine und des Kombi betrug 2.997 mm, der der zweitürigen Versionen war mit 2.895 mm geringfügig kürzer. Von dem Coupé hatte Ford zeitweise zwei Versionen im Angebot:
- das „Sport Fastback Hardtop Coupé“ mit Fließheck (1972 bis 1974)
- das „Formal Coupé“ mit einem angedeuteten Stufenheck (1972 bis 1976).

Der Stil der Karosserie wird zumeist als schwülstig beschrieben. Der Motorraum und somit die Motorhaube mit Frontmaske war lang; im Vergleich dazu fiel der Kofferraum kurz aus. Das Design des Aufbaus folgte der sogenannten Coke-Bottle-Linie. Die hinteren Kotflügel waren nach außen gewölbt und wiesen auffällige Sicken auf. Einige Versionen des Torino hatten in den ersten zwei Modelljahren einen markant geformten Kühlergrill, eine sogenannte Knudsen-Nase, die in der Wagenmitte eine Absenkung der vorderen Stoßstange erforderte. Das Design der Frontpartie änderte sich 1974. In diesem Jahr wurden schwere, gerade verlaufende Stoßstangen installiert, die den verschärften amerikanischen Unfallschutzbestimmungen genügten. Damit verbunden war die Einführung eines breiten, aber niedrigeren Kühlergrills, in den die Blinker integriert waren.

### Motorisierung
Als Antriebsquelle standen unterschiedliche Achtzylindermotoren in V-Form, zeitweise auch ein Sechszylindertriebwerk als Reihenmotor zur Wahl. Die Motorleistungen variierten in den unterschiedlichen Modelljahren, da Ford die Triebwerke an die sich von Jahr zu Jahr ändernden Abgasvorschriften anpassen musste. Einzelne Motoren waren zudem mit unterschiedlichen Vergaserkombinationen verfügbar, so dass bei unverändertem Hubraum verschiedene Leistungswerte erreicht wurden.
| Motorisierungen des Ford Torino | Motorisierungen des Ford Torino | Motorisierungen des Ford Torino | Motorisierungen des Ford Torino | Motorisierungen des Ford Torino | Motorisierungen des Ford Torino | Motorisierungen des Ford Torino |
| Modelljahr                      | 4096 cm³ R6 (250 CID)           | 4948 cm³ V8 (302 CID)           | 5751 cm³ V8 (351 CID)           | 6555 cm³ V8 (400 CID)           | 7031 cm³ V8 (429 CID)           | 7539 cm³ V8 (460 CID)           |
| ------------------------------- | ------------------------------- | ------------------------------- | ------------------------------- | ------------------------------- | ------------------------------- | ------------------------------- |
| 1972                            | 98 PS                           | 140 PS                          | 153 PS 161 PS 248 PS            | 172 PS                          | 205 PS                          | —                               |
| 1973                            | 88 PS                           | 137 PS                          | 156 PS 159 PS 246 PS            | 168 PS                          | 198 PS                          | 269 PS                          |
| 1974                            | —                               | 140 PS                          | 162 PS 163 PS 255 PS            | 170 PS                          | —                               | 220 PS 260 PS                   |
| 1975                            | —                               | —                               | 143 PS 148 PS                   | 158 PS                          | —                               | 216 PS 226 PS                   |
| 1976                            | —                               | —                               | 152 PS 154 PS                   | 180 PS                          | —                               | 202 PS 226 PS                   |

### Dimensionen und Gewicht

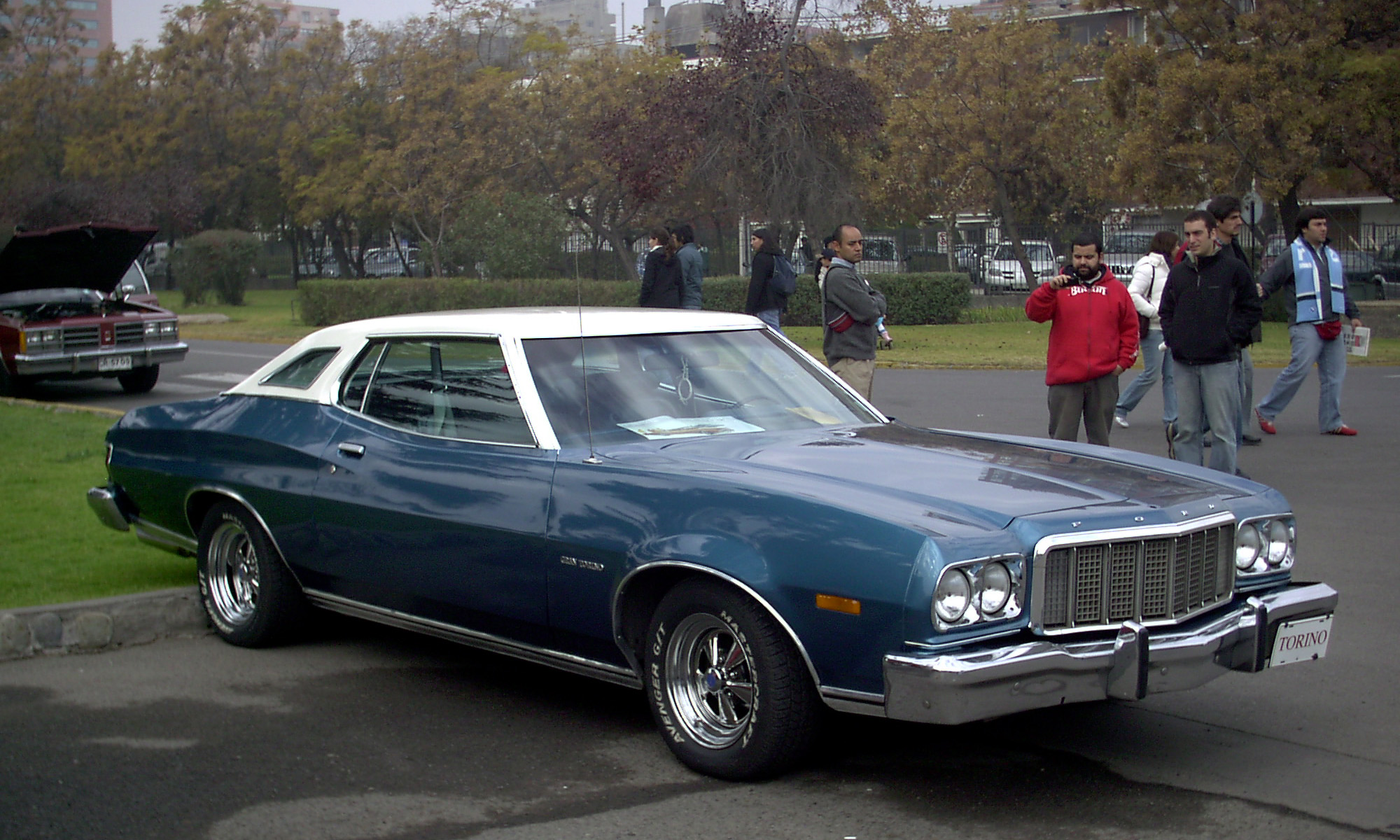
Außen Mittelklasse, innen Kompaktmodell: Ford Torino Coupé mit nachteiligen Dimensionen

Die Torinos der Baujahre 1972 bis 1976 waren deutlich größer dimensioniert als ihre Vorgänger. Zwar waren sie formal nach wie vor im Bereich der Mittelklasse positioniert, in den Außenabmessungen waren sie allerdings länger und breiter als ihre Konkurrenten und auch markenintern rückten sie enger an das nur wenig größere Full-Size-Modell Ford LTD heran. Ungeachtet der äußeren Größe des Autos waren der Innen- und der Kofferraum begrenzt: Messungen des amerikanischen Magazins Consumer Guide haben ergeben, dass das Raumangebot des Torino nicht größer war als das des Kompaktmodells Ford Maverick.
Der Torino war ein schweres Auto. Schon in der Basisversion betrug das Leergewicht mehr als zwei Tonnen; ein voll ausgestatteter Torino Squire Station Wagon mit großem Motor wog leer über 2400 kg. Das wirkte sich auf den Benzinverbrauch aus. Messungen von Automobilzeitschriften kamen wiederholt auf Werte zwischen 25 und 30 Litern auf 100 km. Ford versuchte 1974, den Benzinverbrauch durch konstruktive Maßnahmen zur Gewichtsreduzierung zu senken. Die Versuche blieben erfolglos; allerdings erhielt der Torino ab 1975 einen größeren Benzintank, um die Reichweite des Fahrzeugs zu erhöhen.

## In der Presse
Der Ford Torino der dritten Generation wurde in der Presse vielfach als unökonomisch kritisiert. Das Auto stehe für „alle Fehler, die in Detroit in dieser Zeit begangen wurden“. Im Einzelnen umfasste die Kritik das Fahrverhalten sowie die Raum- und Benzinökonomie: Der Fahrer nehme aufgrund der weichen Federung und der sehr schwammigen Lenkung keine Straßeneinflüsse wahr; das Fahrverhalten sei bei schnellen Richtungswechseln unberechenbar und löse Angstzustände aus. Der Torino wurde als Beispiel für schlechte Raumökonomie dargestellt: Er sei unnötig groß, und „an fast jeder Ecke“ werde Platz verschwendet. Zusammenfassend stellte das Magazin Consumer Guide im Sommer 1975 fest: Je näher man den Torino kennenlerne, desto mehr spreche für den 1974 vorgestellten Ford Granada.

## Starsky und Hutch

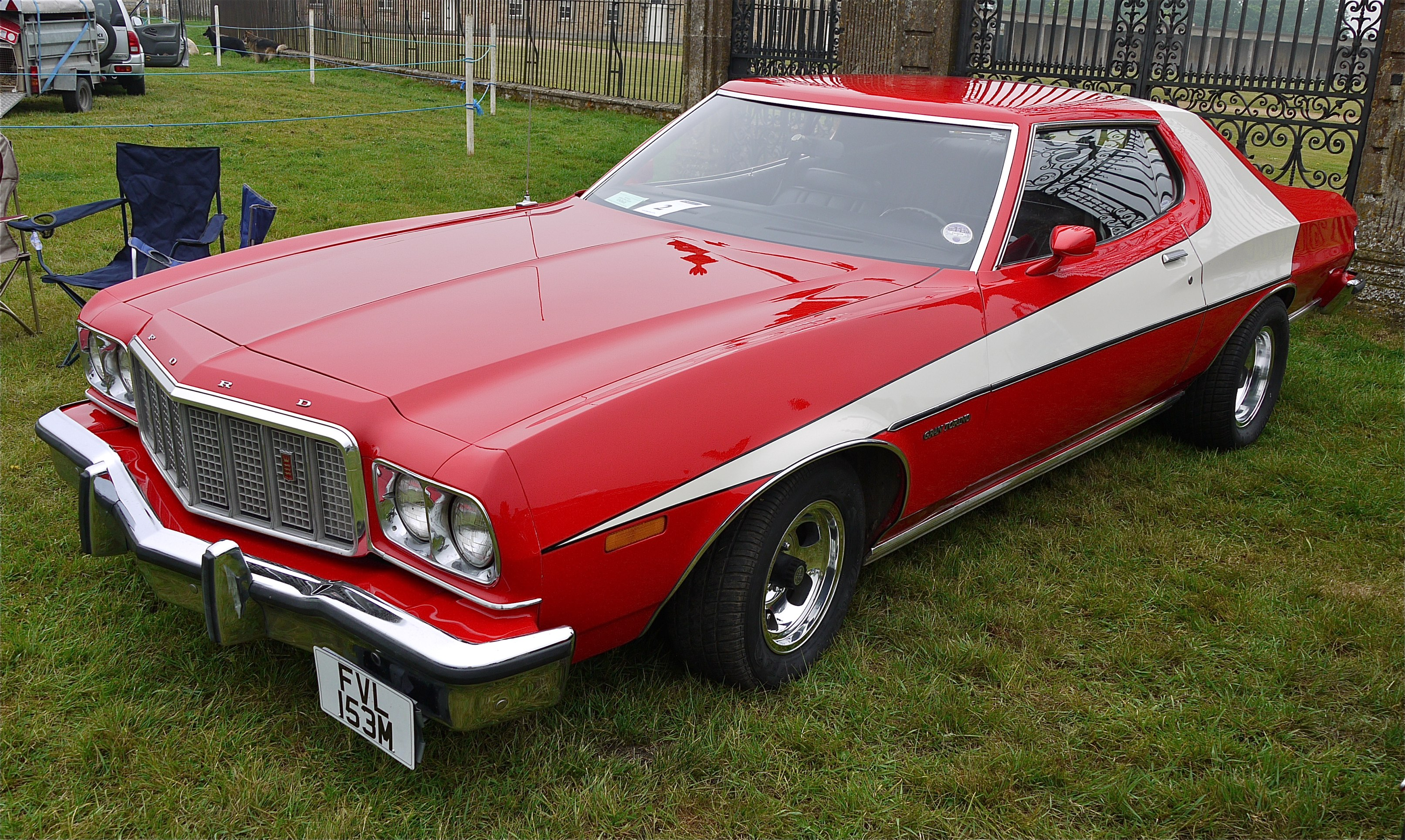
Der Gran Torino in Starsky-und-Hutch-Lackierung

Weltweit bekannt geworden ist der Ford Torino durch die amerikanische Fernsehserie Starsky & Hutch, in der der Polizist David Starsky ein rotes Gran Torino Formal Coupé fährt, das mit auffallenden weißen Seitenstreifen versehen ist. Diese Lackierung, der der Wagen seinen Spitznamen „Gestreifte Tomate“ verdankte, war zunächst ausschließlich für die Filmproduktion entwickelt worden. Ford stellte dem Produzenten der Serie, Spelling Goldberg Productions, zwei Torinos zur Verfügung, die mit einem 6,6 Liter großen Achtzylindermotor ausgestattet waren. Eines der Autos hatte eine Kamera auf dem Dach, um die Perspektive der Protagonisten während der Fahrt wiederzugeben; das zweite Auto (ohne Kamera) wurde für die Aufnahme von Außenansichten verwendet.
Aufgrund der großen Resonanz legte Ford 1976 eine limitierte Sonderserie auf, die entsprechend dem Vorbild aus der Fernsehserie lackiert war. Die Serienversion des Starsky/Hutch Torino wurde auf der Chicago Auto Show im Februar 1976 öffentlich vorgestellt, die Produktion begann im darauf folgenden Monat. Als Standardtriebwerk des Serienfahrzeugs diente der 5,8 Liter große Achtzylindermotor der Cleveland-Baureihe.
Die Produktion war auf 1.000 Exemplare beschränkt. Sie sind heute gesuchte Sammlerobjekte, für die in gutem Zustand fünfstellige Dollarbeträge gezahlt werden. Zahlreiche reguläre Torino-Coupés wurden von ihren Eigentümern nachträglich in dem begehrten rot-weißen Muster lackiert.

## Ableitungen

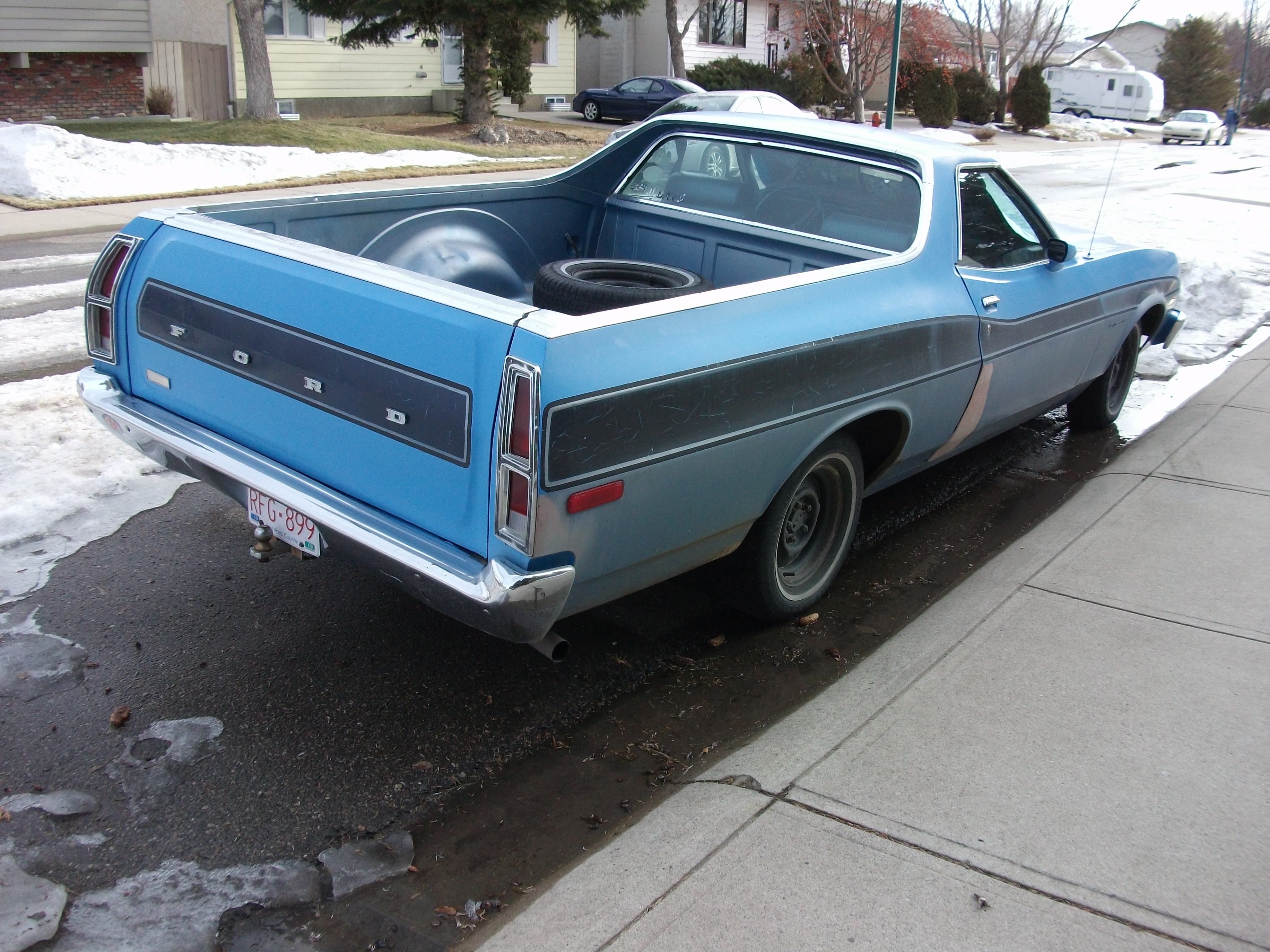
Pick-up-Version des Torino: Der Ford Ranchero

Die zur Ford Motor Company gehörende Mercury Division bot von 1972 bis 1976 eine eigene Version des Ford Torino an. Das Fahrzeug trug die Bezeichnung Montego. Es hatte bei weitgehend identischer Technik eine eigenständige Karosserie, von der auch das Luxuscoupé Cougar XR-7 abgeleitet war. Dieses wiederum war Grundlage für den 1974 vorgestellten Ford Elite.
Fords Pick-Up-Modell Ranchero basierte in den Jahren 1972 bis 1976 auf dem Torino.

## Produktion
In den ersten beiden Produktionsjahren konnte Ford jeweils etwa eine halbe Million Exemplare des Ford Torino absetzen. Als sich Mitte der 1970er-Jahre die Auswirkungen der Ölkrise bemerkbar machten, brach der Absatz um mehr als die Hälfte ein. Viele Käufer zogen in dieser Zeit den neu entwickelten Granada vor, der kleiner, leichter und ökonomischer war, im Innenraum aber gleichwohl mehr Platz bot.
Die Torino Coupés waren die erfolgreichste Karosserievariante. In fünf Jahren entstanden 1.678.514 Exemplare des Torino. Von der Mercury-Version Montego wurden im gleichen Zeitraum insgesamt etwa 500.000 Stück hergestellt.
| Produktionszahlen Ford Torino | Produktionszahlen Ford Torino | Produktionszahlen Ford Torino | Produktionszahlen Ford Torino | Produktionszahlen Ford Torino |
| Modelljahr                    | Fastback zweitürig            | Sedan viertürig               | Wagon fünftürig               | Gesamt                        |
| ----------------------------- | ----------------------------- | ----------------------------- | ----------------------------- | ----------------------------- |
| 1972                          | 257.853                       | 135.786                       | 103.011                       | 0496.650                      |
| 1973                          | 235.910                       | 135.928                       | 124.743                       | 0496.581                      |
| 1974                          | 148.572                       | 115.353                       | 068.096                       | 0332.021                      |
| 1975                          | 058.693                       | 064.181                       | 037.242                       | 0160.116                      |
| 1976                          | 061.640                       | 062.435                       | 069.021                       | 0193.096                      |
| Gesamt                        | 762.668                       | 513.683                       | 402.163                       | 1.678.514                     |

## Trivia
In dem Film Gran Torino (2008) von und mit Clint Eastwood spielt ein 1972er Gran Torino eine zentrale Rolle als begehrtes Symbol verloren gegangener amerikanischer Werte.